# Taye Atske Selassie
Taye Atske Selassie Amde (* 13. ledna 1956) je etiopský diplomat, politik a od 7. října 2024 prezidentem země. Opakovaně působil jako velvyslanec v OSN, před nástupem do této funkce působil jako ministr zahraničních věcí.

## Život a politická činnost
Narodil se v Debarqu v provincii Begemder. Absolvoval studium na Addisabebské univerzitě a následně na Lancaster University v Anglii v oboru politologie, mezinárodních vztahů a strategických studií.
Od roku 2018 působil jako zástupce Etiopie v OSN. Před svým jmenováním působil jako generální konzul Etiopie v Los Angeles na strategických pozicích ve Washingtonu, Stockholmu a jako velvyslanec v Egyptě. Dne 18. ledna 2023 byl jmenován poradcem předsedy vlády pro zahraniční věci s ministerskou úrovní. V roce 2023 byl jmenován velvyslancem Etiopie ve Washingtonu.
Dne 7. října 2024 byl jmenován etiopským prezidentem a vystřídal tak Sahle-Work Zewdeovou. Její funkční období skončilo v důsledku spekulací a veřejných debat. Jeho jmenování přišlo v kritické době pro Etiopii, která se potýká s významnými problémy v mezinárodních vztazích a vnitřními konflikty.